# Simona Milišauskaitė
Simona Milišauskaitė (* 11. April 1979 in Biržai) ist eine litauische Poolbillardspielerin. Sie belegt den 1. Platz unter Frauen Litauens.

## Karriere
Milišauskaitė absolvierte das Bachelor- und Masterstudium der Kommunikation und Information an der Kommunikationsfakultät der Vilniaus universitetas in Saulėtekis.  Einige Jahre arbeitete sie im Bereich Finanzen und dann in der Journalistik. Seit 2001 spielt sie Billard.
Milišauskaitė ist Mitglied des MBL-Clubs und spielt     10-Ball,     8-Ball,     9-Ball,     Straight und     Pool. Sie gewann „Biljuvos taurė 2013“. 2012 gewann sie Bronze-Medaille bei Olympic-Online Baltic Pool League II   und 	2014 bei Baltic League  in Kaunas. 2015 gewann sie „M8 taurė“ im Frauen-Pool in Kaunas.